# Reprezentacja Nowej Zelandii w piłce nożnej mężczyzn
Reprezentacja Nowej Zelandii w piłce nożnej (nazywana All Whites) – drużyna narodowa, reprezentująca Nową Zelandię w piłce nożnej mężczyzn.
Reprezentacja dwukrotnie zakwalifikowała się na Mistrzostwa Świata – w 1982 r., przegrywając wszystkie trzy spotkania w grupie (z Brazylią 0:4, ZSRR 0:3 i Szkocją 2:5) oraz na Mistrzostwa Świata w 2010 r. w Południowej Afryce, remisując we wszystkich trzech meczach w grupie (1:1 z Włochami i Słowacją, oraz bezbramkowo z Paragwajem), co oznaczało, że Nowa Zelandia została jedyną niepokonaną drużyną tego mundialu, ale również to nie dało jej awansu do 1/8 finału. Uczestniczy od początku w rozgrywkach o Puchar Narodów Oceanii, zajmując pięciokrotnie pierwsze miejsce (w 1973, 1998, 2002, 2008, i 2016), raz drugie (w 2000) i trzykrotnie trzecie miejsce (w 1996, 2004 i 2012). Jako zwycięzca strefy Oceanii, również czterokrotnie brała udział w Pucharze Konfederacji (w 1999, 2003, 2009 oraz 2017), do tej pory przegrywając 11 spotkań (z Brazylią, Niemcami, Stanami Zjednoczonymi, Francją Kolumbią, Japonią, Hiszpanią, RPA, Rosją, Meksykiem i Portugalią), a remisując zaledwie jedno (0:0 z Irakiem w roku 2009).
Reprezentacja Nowej Zelandii zajmuje obecnie 1. miejsce w strefie Oceanii OFC (stan na 1 czerwca 2017).

## Eliminacje doMistrzostw Świata 2014

### Grupa B
| ! Miejsce | Drużyna           | Mecze | Punkty | Zwyc. | Rem. | Por. | Bramki |
| --------- | ----------------- | ----- | ------ | ----- | ---- | ---- | ------ |
| 1         | Nowa Zelandia     | 3     | 7      | 2     | 1    | 0    | 4-2    |
| 2         | Wyspy Salomona    | 3     | 5      | 1     | 2    | 0    | 2-1    |
| 3         | Fidżi             | 3     | 2      | 0     | 2    | 1    | 1-2    |
| 4         | Papua-Nowa Gwinea | 3     | 1      | 0     | 1    | 2    | 2-4    |

### Trzecia runda
Trzecia runda kwalifikacji rozgrywana była pomiędzy półfinalistami Pucharu Narodów Oceanii 2012 w terminie od 7 września 2012 do 26 marca 2013. Mecze rozgrywane były systemem „każdy z każdym” mecz i rewanż. Najlepsza drużyna uzyskała awans do barażu interkontynentalnego.
| Miejsce | Drużyna        | Mecze | Punkty | Zwyc. | Rem. | Por. | Bramki |
| ------- | -------------- | ----- | ------ | ----- | ---- | ---- | ------ |
| 1       | Nowa Zelandia  | 6     | 18     | 6     | 0    | 0    | 17-2   |
| 2       | Nowa Kaledonia | 6     | 12     | 4     | 0    | 2    | 17-6   |
| 3       | Tahiti         | 6     | 3      | 1     | 0    | 5    | 2-12   |
| 4       | Wyspy Salomona | 6     | 3      | 1     | 0    | 5    | 5-21   |

### Mecz barażowy Ameryka Północna/Oceania
| 13 listopada 2013 21:30 | Meksyk · Aguilar 32' · Jiménez 40' · Peralta 48', 80' · Márquez 84' | 5:1(2:0) | Nowa Zelandia · 85' James | Estadio Azteca, Meksyk Sędzia: Viktor Kassai |
|                         |                                                                     |          |                           |                                              |

| 20 listopada 2013 07:00 | Nowa Zelandia · James 80' (k) · Fallon 82' | 2:4(0:3) | Meksyk · 14', 29', 33' Peralta · 87' Peña | Westpac Stadium, Wellington Sędzia: Felix Brych |
|                         |                                            |          |                                           |                                                 |

- Meksyk wygrał w dwumeczu 9-3 i awansował do MŚ 2014.

Czas w czasie środkowoeuropejskim.

## Eliminacje do Mistrzostw Świata 2018
Jako zwycięzca grupy A trzeciej rundy eliminacyjnej strefy Oceanii, Nowa Zelandia zagrała w meczu finałowym z Wyspami Salomona o prawo występu w barażu interkontynentalnym. W dwumeczu tym padł wynik 8:3 dla Nowozelandczyków (6:1, 2:2), dzięki czemu zagrali oni z Peru o prawo gry w Rosji. Przegrali 0:0 i 0:2 tym samym odpadli.

### Druga runda

#### Grupa B
| Lp. | Drużyna        | M | Mecze | Mecze | Mecze | Bramki | Bramki | Bramki | Pkt |
| Lp. | Drużyna        | M | W     | R     | P     | +      | −      | +/−    | Pkt |
| --- | -------------- | - | ----- | ----- | ----- | ------ | ------ | ------ | --- |
| 1.  | Nowa Zelandia  | 3 | 3     | 0     | 0     | 9      | 1      | +8     | 9   |
| 2.  | Wyspy Salomona | 3 | 1     | 0     | 2     | 1      | 2      | −1     | 3   |
| 3.  | Fidżi          | 3 | 1     | 0     | 2     | 4      | 6      | −2     | 3   |
| 4.  | Vanuatu        | 3 | 1     | 0     | 2     | 3      | 8      | −5     | 3   |

### Trzecia runda

#### Grupa A
| Lp. | Drużyna        | M | Mecze | Mecze | Mecze | Bramki | Bramki | Bramki | Pkt |
| Lp. | Drużyna        | M | W     | R     | P     | +      | −      | +/−    | Pkt |
| --- | -------------- | - | ----- | ----- | ----- | ------ | ------ | ------ | --- |
| 1.  | Nowa Zelandia  | 4 | 3     | 1     | 0     | 6      | 0      | +6     | 10  |
| 2.  | Nowa Kaledonia | 4 | 1     | 2     | 1     | 4      | 5      | −1     | 5   |
| 3.  | Fidżi          | 4 | 0     | 1     | 3     | 3      | 8      | −5     | 1   |

| 12 listopada 2016 03:00 | Nowa Zelandia · Rojas 42', 72' | 2:0(1:0)Raport | Nowa Kaledonia | North Harbour Stadium, Auckland Widzów: 8,172 Sędzia: Norbert Hauata |
|                         |                                |                |                |                                                                      |

| 15 listopada 2016 07:00 | Nowa Kaledonia | 0:0(0:0)Raport | Nowa Zelandia | Stade Yoshida, Koné Widzów: 2,000 Sędzia: George Time |
|                         |                |                |               |                                                       |

| 25 marca 2017 02:00 | Fidżi | 0:2(0:0)Raport | Nowa Zelandia · 48' (k) Wood · 55' Rojas | Churchill Park, Lautoka Widzów: 7,000 Sędzia: Norbert Hauata |
|                     |       |                |                                          |                                                              |

| 28 marca 2017 08:35 | Nowa Zelandia · Thomas 27', 68' | 2:0(1:0)Raport | Fidżi | Westpac Stadium, Wellington Widzów: 10,133 Sędzia: Kader Zitouni |
|                     |                                 |                |       |                                                                  |

### Mecz barażowy Oceania
| 1 września 2017 09:35 | Nowa Zelandia · Wood 18', 36', 90+3' · Barbarouses 39' · Thomas 56' · McGlinchey 81' | 6:1(3:0) | Wyspy Salomona · 53' (k) Fa‘arodo | North Harbour Stadium, Auckland Sędzia: Norbert Hauata |
|                       |                                                                                      |          |                                   |                                                        |

| 5 września 2017 05:00 | Wyspy Salomona · Lea‘alafa 28' (k) · Fa‘arodo 78' (k) | 2:2(1:2)Raport | Nowa Zelandia · Bevan 14' · Aengari 21' (sam.) | Lawson Tama Stadium, Honiara Sędzia: Abdulrahman Al Jassim |
|                       |                                                       |                |                                                |                                                            |

- Nowa Zelandia wygrała w dwumeczu 8-3 i awansowała do baraży interkontynentalnych.

### Mecz barażowy Oceania/Ameryka Południowa[1][2]
| 11 listopada 2017 04:15 | Nowa Zelandia | 0:0 | Peru | Westpac Stadium, Wellington Sędzia: Mark Geiger |
|                         |               |     |      |                                                 |

| 16 listopada 2017 03:15 | Peru Farfan 28' Ramos 65' | 2:01:0 | Nowa Zelandia | Stadion Narodowy, Lima Sędzia: Clément Turpin |
|                         |                           |        |               |                                               |

## Udział w międzynarodowych turniejach
| \| Udział w mistrzostwach świata \| Udział w mistrzostwach świata \| Udział w mistrzostwach świata \| Udział w mistrzostwach świata \| Udział w mistrzostwach świata \| Udział w mistrzostwach świata \| Udział w mistrzostwach świata \| Udział w mistrzostwach świata \| Udział w mistrzostwach świata \| \| Rok \| Kwalifikacje \| Wynik \| M \| Z \| R \| P \| G+ \| G- \| \| ----------------------------- \| ----------------------------- \| ----------------------------- \| ----------------------------- \| ----------------------------- \| ----------------------------- \| ----------------------------- \| ----------------------------- \| ----------------------------- \| \| 1930 \| Nie brała udziału \| Nie brała udziału \| Nie brała udziału \| Nie brała udziału \| Nie brała udziału \| Nie brała udziału \| Nie brała udziału \| Nie brała udziału \| \| 1934 \| Nie brała udziału \| Nie brała udziału \| Nie brała udziału \| Nie brała udziału \| Nie brała udziału \| Nie brała udziału \| Nie brała udziału \| Nie brała udziału \| \| 1938 \| Nie brała udziału \| Nie brała udziału \| Nie brała udziału \| Nie brała udziału \| Nie brała udziału \| Nie brała udziału \| Nie brała udziału \| Nie brała udziału \| \| 1950 \| Nie brała udziału \| Nie brała udziału \| Nie brała udziału \| Nie brała udziału \| Nie brała udziału \| Nie brała udziału \| Nie brała udziału \| Nie brała udziału \| \| 1954 \| Nie brała udziału \| Nie brała udziału \| Nie brała udziału \| Nie brała udziału \| Nie brała udziału \| Nie brała udziału \| Nie brała udziału \| Nie brała udziału \| \| 1958 \| Nie brała udziału \| Nie brała udziału \| Nie brała udziału \| Nie brała udziału \| Nie brała udziału \| Nie brała udziału \| Nie brała udziału \| Nie brała udziału \| \| 1962 \| Nie brała udziału \| Nie brała udziału \| Nie brała udziału \| Nie brała udziału \| Nie brała udziału \| Nie brała udziału \| Nie brała udziału \| Nie brała udziału \| \| 1966 \| Nie brała udziału \| Nie brała udziału \| Nie brała udziału \| Nie brała udziału \| Nie brała udziału \| Nie brała udziału \| Nie brała udziału \| Nie brała udziału \| \| 1970 \| Nie zakwalifikowała się \| Nie zakwalifikowała się \| Nie zakwalifikowała się \| Nie zakwalifikowała się \| Nie zakwalifikowała się \| Nie zakwalifikowała się \| Nie zakwalifikowała się \| Nie zakwalifikowała się \| \| 1974 \| Nie zakwalifikowała się \| Nie zakwalifikowała się \| Nie zakwalifikowała się \| Nie zakwalifikowała się \| Nie zakwalifikowała się \| Nie zakwalifikowała się \| Nie zakwalifikowała się \| Nie zakwalifikowała się \| \| 1978 \| Nie zakwalifikowała się \| Nie zakwalifikowała się \| Nie zakwalifikowała się \| Nie zakwalifikowała się \| Nie zakwalifikowała się \| Nie zakwalifikowała się \| Nie zakwalifikowała się \| Nie zakwalifikowała się \| \| 1982 \| Awans \| Faza grupowa \| 3 \| 0 \| 0 \| 3 \| 2 \| 12 \| \| 1986 \| Nie zakwalifikowała się \| Nie zakwalifikowała się \| Nie zakwalifikowała się \| Nie zakwalifikowała się \| Nie zakwalifikowała się \| Nie zakwalifikowała się \| Nie zakwalifikowała się \| Nie zakwalifikowała się \| \| 1990 \| Nie zakwalifikowała się \| Nie zakwalifikowała się \| Nie zakwalifikowała się \| Nie zakwalifikowała się \| Nie zakwalifikowała się \| Nie zakwalifikowała się \| Nie zakwalifikowała się \| Nie zakwalifikowała się \| \| 1994 \| Nie zakwalifikowała się \| Nie zakwalifikowała się \| Nie zakwalifikowała się \| Nie zakwalifikowała się \| Nie zakwalifikowała się \| Nie zakwalifikowała się \| Nie zakwalifikowała się \| Nie zakwalifikowała się \| \| 1998 \| Nie zakwalifikowała się \| Nie zakwalifikowała się \| Nie zakwalifikowała się \| Nie zakwalifikowała się \| Nie zakwalifikowała się \| Nie zakwalifikowała się \| Nie zakwalifikowała się \| Nie zakwalifikowała się \| \| 2002 \| Nie zakwalifikowała się \| Nie zakwalifikowała się \| Nie zakwalifikowała się \| Nie zakwalifikowała się \| Nie zakwalifikowała się \| Nie zakwalifikowała się \| Nie zakwalifikowała się \| Nie zakwalifikowała się \| \| 2006 \| Nie zakwalifikowała się \| Nie zakwalifikowała się \| Nie zakwalifikowała się \| Nie zakwalifikowała się \| Nie zakwalifikowała się \| Nie zakwalifikowała się \| Nie zakwalifikowała się \| Nie zakwalifikowała się \| \| 2010 \| Awans \| Faza grupowa \| 3 \| 0 \| 3 \| 0 \| 2 \| 2 \| \| 2014 \| Nie zakwalifikowała się \| Nie zakwalifikowała się \| Nie zakwalifikowała się \| Nie zakwalifikowała się \| Nie zakwalifikowała się \| Nie zakwalifikowała się \| Nie zakwalifikowała się \| Nie zakwalifikowała się \| \| 2018 \| Nie zakwalifikowała się \| Nie zakwalifikowała się \| Nie zakwalifikowała się \| Nie zakwalifikowała się \| Nie zakwalifikowała się \| Nie zakwalifikowała się \| Nie zakwalifikowała się \| Nie zakwalifikowała się \| \| 2022 \| Nie zakwalifikowała się \| Nie zakwalifikowała się \| Nie zakwalifikowała się \| Nie zakwalifikowała się \| Nie zakwalifikowała się \| Nie zakwalifikowała się \| Nie zakwalifikowała się \| Nie zakwalifikowała się \| \| 2026 \| Awans \| Faza grupowa \| \| \| \| \| \| \| | - 1973 – Mistrzostwo - 1980 – Faza grupowa - 1996 – III miejsce - 1998 – Mistrzostwo - 2000 – II miejsce - 2002 – Mistrzostwo - 2004 – III miejsce - 2008 – Mistrzostwo - 2012 – III miejsce - 2016 – Mistrzostwo - 2024 – Mistrzostwo |                         |                         |                         |                         |                         |                         |                         |
| Udział w mistrzostwach świata | |                         |                         |                         |                         |                         |                         |                         |
| Rok | Kwalifikacje | Wynik                   | M                       | Z                       | R                       | P                       | G+                      | G-                      |
| 1930 | Nie brała udziału | Nie brała udziału       | Nie brała udziału       | Nie brała udziału       | Nie brała udziału       | Nie brała udziału       | Nie brała udziału       | Nie brała udziału       |
| 1934 | Nie brała udziału | Nie brała udziału       | Nie brała udziału       | Nie brała udziału       | Nie brała udziału       | Nie brała udziału       | Nie brała udziału       | Nie brała udziału       |
| 1938 | Nie brała udziału | Nie brała udziału       | Nie brała udziału       | Nie brała udziału       | Nie brała udziału       | Nie brała udziału       | Nie brała udziału       | Nie brała udziału       |
| 1950 | Nie brała udziału | Nie brała udziału       | Nie brała udziału       | Nie brała udziału       | Nie brała udziału       | Nie brała udziału       | Nie brała udziału       | Nie brała udziału       |
| 1954 | Nie brała udziału | Nie brała udziału       | Nie brała udziału       | Nie brała udziału       | Nie brała udziału       | Nie brała udziału       | Nie brała udziału       | Nie brała udziału       |
| 1958 | Nie brała udziału | Nie brała udziału       | Nie brała udziału       | Nie brała udziału       | Nie brała udziału       | Nie brała udziału       | Nie brała udziału       | Nie brała udziału       |
| 1962 | Nie brała udziału | Nie brała udziału       | Nie brała udziału       | Nie brała udziału       | Nie brała udziału       | Nie brała udziału       | Nie brała udziału       | Nie brała udziału       |
| 1966 | Nie brała udziału | Nie brała udziału       | Nie brała udziału       | Nie brała udziału       | Nie brała udziału       | Nie brała udziału       | Nie brała udziału       | Nie brała udziału       |
| 1970 | Nie zakwalifikowała się | Nie zakwalifikowała się | Nie zakwalifikowała się | Nie zakwalifikowała się | Nie zakwalifikowała się | Nie zakwalifikowała się | Nie zakwalifikowała się | Nie zakwalifikowała się |
| 1974 | Nie zakwalifikowała się | Nie zakwalifikowała się | Nie zakwalifikowała się | Nie zakwalifikowała się | Nie zakwalifikowała się | Nie zakwalifikowała się | Nie zakwalifikowała się | Nie zakwalifikowała się |
| 1978 | Nie zakwalifikowała się | Nie zakwalifikowała się | Nie zakwalifikowała się | Nie zakwalifikowała się | Nie zakwalifikowała się | Nie zakwalifikowała się | Nie zakwalifikowała się | Nie zakwalifikowała się |
| 1982 | Awans | Faza grupowa            | 3                       | 0                       | 0                       | 3                       | 2                       | 12                      |
| 1986 | Nie zakwalifikowała się | Nie zakwalifikowała się | Nie zakwalifikowała się | Nie zakwalifikowała się | Nie zakwalifikowała się | Nie zakwalifikowała się | Nie zakwalifikowała się | Nie zakwalifikowała się |
| 1990 | Nie zakwalifikowała się | Nie zakwalifikowała się | Nie zakwalifikowała się | Nie zakwalifikowała się | Nie zakwalifikowała się | Nie zakwalifikowała się | Nie zakwalifikowała się | Nie zakwalifikowała się |
| 1994 | Nie zakwalifikowała się | Nie zakwalifikowała się | Nie zakwalifikowała się | Nie zakwalifikowała się | Nie zakwalifikowała się | Nie zakwalifikowała się | Nie zakwalifikowała się | Nie zakwalifikowała się |
| 1998 | Nie zakwalifikowała się | Nie zakwalifikowała się | Nie zakwalifikowała się | Nie zakwalifikowała się | Nie zakwalifikowała się | Nie zakwalifikowała się | Nie zakwalifikowała się | Nie zakwalifikowała się |
| 2002 | Nie zakwalifikowała się | Nie zakwalifikowała się | Nie zakwalifikowała się | Nie zakwalifikowała się | Nie zakwalifikowała się | Nie zakwalifikowała się | Nie zakwalifikowała się | Nie zakwalifikowała się |
| 2006 | Nie zakwalifikowała się | Nie zakwalifikowała się | Nie zakwalifikowała się | Nie zakwalifikowała się | Nie zakwalifikowała się | Nie zakwalifikowała się | Nie zakwalifikowała się | Nie zakwalifikowała się |
| 2010 | Awans | Faza grupowa            | 3                       | 0                       | 3                       | 0                       | 2                       | 2                       |
| 2014 | Nie zakwalifikowała się | Nie zakwalifikowała się | Nie zakwalifikowała się | Nie zakwalifikowała się | Nie zakwalifikowała się | Nie zakwalifikowała się | Nie zakwalifikowała się | Nie zakwalifikowała się |
| 2018 | Nie zakwalifikowała się | Nie zakwalifikowała się | Nie zakwalifikowała się | Nie zakwalifikowała się | Nie zakwalifikowała się | Nie zakwalifikowała się | Nie zakwalifikowała się | Nie zakwalifikowała się |
| 2022 | Nie zakwalifikowała się | Nie zakwalifikowała się | Nie zakwalifikowała się | Nie zakwalifikowała się | Nie zakwalifikowała się | Nie zakwalifikowała się | Nie zakwalifikowała się | Nie zakwalifikowała się |
| 2026 | Awans | Faza grupowa            |                         |                         |                         |                         |                         |                         |

## Inne informacje
Do maja 2006 roku nowozelandzki związek piłki nożnej nosił nazwę „Soccer New Zealand”. Nazwa została zmieniona, by dostosować się do światowego zwyczaju używania terminu „football”. Na mistrzostwach świata w RPA piłkarze Nowej Zelandii jako jedyni nie przegrali meczu (wszystkie trzy zremisowali) i odpadli z dalszego udziału.